# Brasil colonial
Es denomina Brasil colonial el període històric que abasta des de l'arribada dels primers europeus, l'any 1500, fins a la independència, el 1822. En aquest període, Brasil va estar sota el domini polític de Portugal.

## Descoberta i primers assentaments

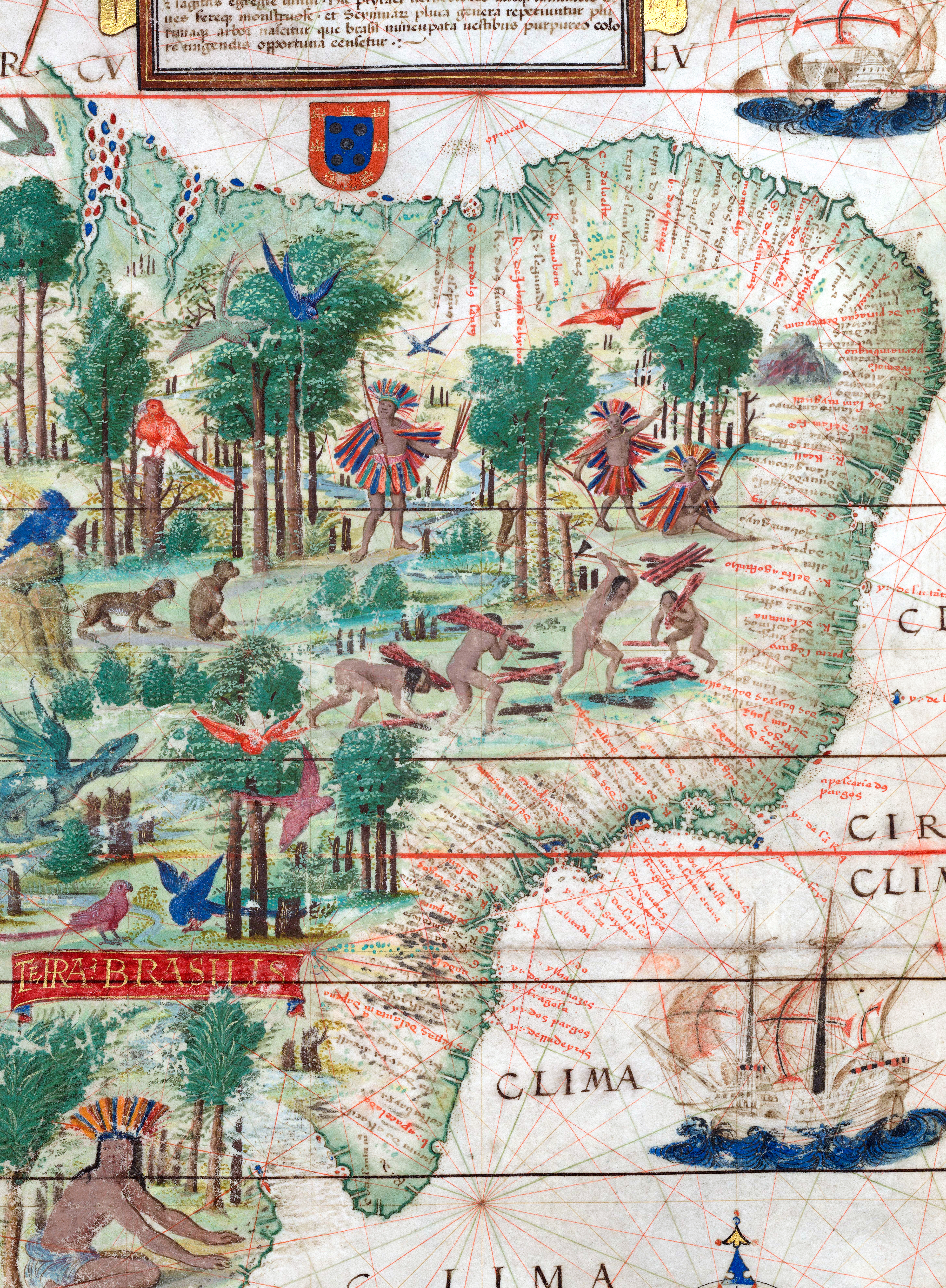
Mapa del Brasil, colònia portuguesa a Amèrica del Sud, 1519

La colonització portuguesa d'Amèrica va començar motivada per raons econòmiques i estratègiques. D'una banda, les econòmiques a causa de la minva en els guanys en el comerç amb l'Orient i les possibilitats mercantils de l'arbre de Brasil, de l'escorça del qual es produïa un tint vermell usat per a tenyir tèxtils. I entre les raons estratègiques, la principal era combatre les ambicions espanyoles sobre les franceses per a aquest territori.
Eventualment, França i Països Baixos van conquistar algunes regions estratègiques. Es van crear les colònies de França Equinoccial i França Antàrtica (on ara es troben São Luís i Rio de Janeiro, respectivament), mentre que la Companyia Neerlandesa de les Índies Occidentals va conquerir Recife i va estendre els dominis de Nova Holanda als actuals estats de Pernambuco, Paraíba i Alagoas. Malgrat aquestes ocupacions, que finalment van fracassar, es va mantenir, en el període colonial, la unitat lingüística i cultural del Brasil.
El 1533, el rei, Joan III de Portugal va dividir el territori del Brasil en 13 franges o capitanies, de 150 milles d'ample cadascuna, cosa que va influir en el caràcter privat de la colonització portuguesa. Aquestes capitanies van ser repartides o atorgades a nobles portuguesos de manera vitalícia i hereditària a fi d'obtenir el major rendiment amb el mínim de costos per a la metròpoli. Els nobles que les van rebre es van comprometre a evangelitzar els indígenes, reclutar colons i desenvolupar econòmicament la capitania.

## Estat del Brasil
Durant dues dècades, l'administració de les capitanies va estar a càrrec dels nobles, però entre 1548 i 1549, el rei va nomenar un governador general o "capità major" representant del monarca per administrar tota la colònia. El propòsit d'aquest govern era que el rei de Portugal governés al Brasil amb l'assessorament del Consell Ultramarí, a més d'unificar el govern colonial. Es creava així l'Estat del Brasil (Estado do Brasil), amb capital a Salvador.
No obstant això, encara que es va pretendre treure poders als capitans generals, realment van continuar dominant la colònia. Ells van perdre només facultats polítiques, però van mantenir els seus privilegis econòmics i van continuar amb l'esclavitud indígena. Des dels començaments de la colonització, una de les activitats principals realitzada pels terratinents sobre els capitans generals al Brasil, va ser les caceres indígenes amb la finalitat d'esclavitzar-los. Aquests van organitzar companyies militars o bandeiras que es van organitzar per realitzar expedicions a l'interior del territori i de la selva amazònica, a la recerca d'humans per esclavitzar-los. Tanmateix, els indígenes no van ser suficients per a la mà d'obra, per la qual cosa van recórrer a l'ús d'esclaus africans a partir de 1530.
El 1572, l'Estat del Brasil va ser dividit administrativament en dues parts, nord i sud. Però l'experiència va durar poc temps, doncs el 1577 va tornar a unificar-se el control en les mans d'un únic governador.

## Creació de l'Estat de Maranhão

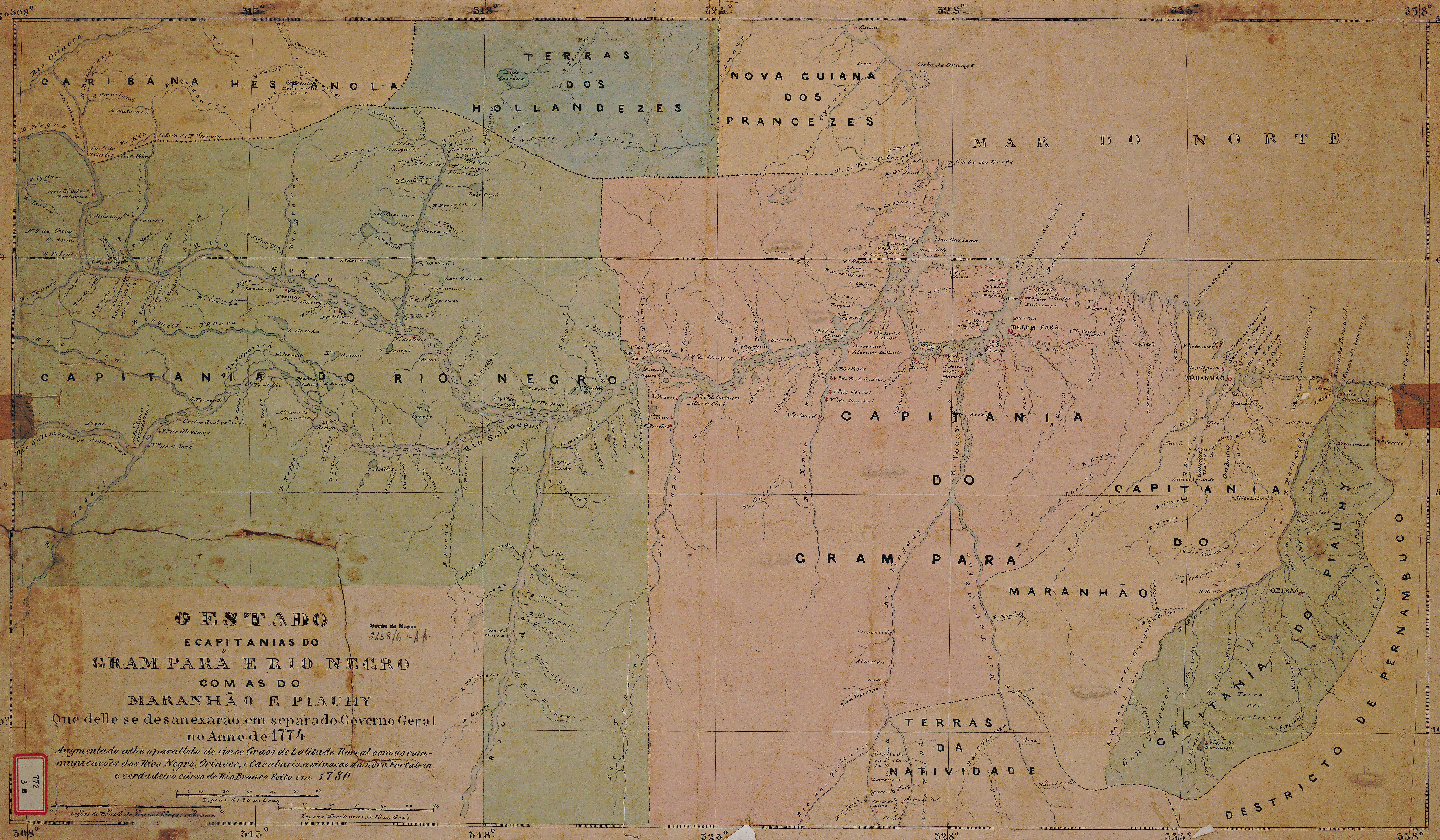
Rio Negro, Grão-Pará, Maranhão i Piauí el 1774.

Les incursions ibèriques cap a l'interior del continent sud-americà va fer que els dominis portuguesos s'ampliessin cap al nord i l'oest, molt més enllà de la Línia de Tordesillas. L'any 1621, es va decidir recuperar la divisió nord/sud de la colònia, creant el nou Estado do Maranhão (amb capital a São Luis), que més endavant es coneixeria com l'Estat de Grão-Para i Maranhão.
Salvador va deixar de ser la capital de l'Estat del Brasil el 1763, sent transferida a Rio de Janeiro. El 1772, el nord pateix una nova divisió, creant-se l'Estat de Grão-Pará i Rio Negro, amb seu a Belém, i l'Estat de Maranhão i Piauí, encara a São Luís. Aquestes dues regions, no obstant, no tenien gaire pes polític, depenent de les decisions preses a Rio o a Lisboa.

## Unificació, regne i independència
Amb l'arribada de la família real a Rio de Janeiro, fugint de la invasió napoleònica de la península Ibèrica, la colònia muda el seu estatus. El 1815 esdevé un regne equiparat a Portugal, conformant el nou Regne Unit de Portugal, el Brasil i l'Algarve. El 1822, el príncep Pere declara la independència i crea l'Imperi del Brasil, i els tres estats s'hi incorporen després d'una ràpida guerra.

## Economia de la colònia
L'economia de tot el període es caracteritza pels latifundis i la utilització de mà d'obra esclava. S'acostuma a dividir pels diversos cicles econòmics que se succeïren, tots de caràcter extractivista:
1. Cicle del pal brasil (1500-1600)
2. Cicle del sucre (1530-1650)
3. Cicle del cuir (1650-1880)
4. Cicle de l'or (1690-1800)
5. Cicle del cotó (1750-1820)
6. Cicle del cafè (1860-1930)
7. Cicle del cautxú (1880-1910)
8. Cicle del cacau (1890-1920)